# Straža (časopis)
Straža je bilo glasilo privržencev političnega katolicizma na slovenskem Štajerskem.
Izhajala je v letih 1909−1914 trikrat na teden v Mariboru, 1914–1920 pa dvakrat; po prepovedi leta 1925 je namesto njega izhajala Naša straža (1925−1926). Med oblastnimi volitvami januarja 1927 je izhajala pod prvotnim naslovom in se nato združila z dnevnikom Slovenec. V uvodniku 1. številke (2. januar 1909) je bilo zapisano, da je Straža glasnik političnega in gospodarskega prizadevanja večine spodnještajerskega ljudstva in da bo v svojem narodnopolitičnem programu poudarjala obrambo slovenske lastnine, versko-cerkvenih vprašanj ter si prizadeval za višje kulturne cilje. Uredništvo je leta 1910 od prejšnjega urednika Viktorja Cenčiča prevzel Leopold Kemperle. Pomembnejši uredniki pa so bili še Franjo Žebot, Vekoslav Stupan, Vladimir Pušenjak in Januš Golec.
List je bil pisan v poljudnem jeziku in predvsem v polemikah z liberalnim taborom je posegal v štajersko politično življenje; bralce je obveščal o mednarodnih dogodkih, izpolnjeval je narodnoobrambno poslanstvo ob nacionalno ogroženi slovenski severni meji in objavljal dopise s podeželja. Zaradi polemičnih, dosledno nepodpisanih člankov je bil list v dvajsetih letih večkrat zaplenjen in 1925 prepovedan.